# Jada Fire
Jada Fire (Los Angeles, 1 de setembro de 1976) é uma atriz pornográfica estadunidense. Mede 1,53 m de altura e pesa 52 kg. Também já foi creditada com o nome de Jada.

## Biografia
Começou sua carreira no cinema pornô no ano de 1998 e fez até o começo de 2006 por volta de 150 filmes. Entre os anos de 1998 até 2002 Jada participou de poucos filmes, entretanto, a partir de 2003, ela começou a participar com mais frequência de filmes pornográficos. Ela faz principalmente cenas de sexo anal e atm, além é claro de sexo vaginal, dupla penetração anal, sexo interracial e sexo oral. Um de seus principais atributos físicos são as enormes areolas que possui. Vale ressaltar que é uma das maiores atrizer negras do mundo pornô atualmente, junto com Vanessa Blue. Contracenou várias vezes com o veterano Mark Ashley, em uma das cenas, na série dirigida por ele denomina Triplex Anal, fez dupla com Vanessa Blue para enfrentar o ator caucasiano, famoso entre os apreciadores do gênero por sua atuação visivelmente mais empolgante em cenas com atrizes latinas, asiáticas e negras.

## Prêmios e indicações
- 2007 AVN Award – Best Anal Sex Scene, Film – Manhunters[1]
- 2009 Urban X Award – Best Anal Performer[2]
- 2010 XRCO Hall of Fame inductee[3]
- 2011 AVN Hall of Fame inductee[4]
- 2011 Urban X Award – Best Anal Performer[5]

## Filmografia(Parcial)
| Título do Filme           | Produtora                           | Ano  |
| A2M # 4                   |                                     |      |
| Anal Beauties             |                                     |      |
| Anal Retentive # 3        |                                     |      |
| Ass Appeal # 1            |                                     |      |
| Ass Lickers # 5           |                                     |      |
| Ass Worship # 6           | Jules Jordan Video                  |      |
| Big Ass Party             |                                     |      |
| Big Black Wet Asses       | Elegant Angel                       |      |
| Big Black Wet Asses # 3   | Elegant Angel                       |      |
| Black Bad Girls # 17      |                                     |      |
| Black Bad Girls # 18      |                                     |      |
| Blowjob Fantasies # 21    |                                     |      |
| Euro Domination # 5       |                                     |      |
| Fucking Assholes # 4      |                                     |      |
| Full Anal Access # 5      |                                     |      |
| Gag Factor # 12           |                                     |      |
| Girls Home Alone # 6      |                                     |      |
| Girls Home Alone # 23     |                                     |      |
| I Wanna Get Face Fucked   |                                     |      |
| Jack's Playground # 19    | Digital Playground                  |      |
| Just My Ass Please # 3    |                                     |      |
| Lewd Conduct # 21         |                                     |      |
| Liquid Gold # 10          |                                     |      |
| My Baby Got Back # 30     |                                     |      |
| My Baby Got Back # 32     |                                     |      |
| My Baby Got Back # 34     |                                     |      |
| My Baby Got Back # 36     |                                     |      |
| Screw My Wife Please # 42 |                                     |      |
| Squirting 101 # 5         | Digital Sin                         |      |
| Up Your Ass # 23          |                                     |      |
| Baby's Mommas # 3         | Juicy Entertainment/413 Productions | 2008 |
| Tits a Poppin             | The Score Group                     | 2008 |
| Busty Cops on Patrol      | Elegant Angel                       | 2008 |
| Fade to Black 2           | Vivid                               |      |